# 栃木雑貨商一家殺害事件
栃木雑貨商一家殺害事件（とちぎざっかしょういっかさつがいじけん）とは、1953年（昭和28年）に栃木県の南東部、芳賀郡市羽村で発生した強盗殺人事件である。死刑確定から処刑までの期間が短かった事例でもある。また、「死刑囚（未確定であるが）が脱獄」した事件としても有名である。

## 事件の概要
1953年3月17日、市羽村（現在の市貝町）に住む雑貨商一家3人と使用人が惨殺され、金品が物色される事件が発生した。そのうえ被害者のうち女主人と使用人には強姦された形跡があり、精液も2種類検出された。そのため、捜査機関は複数犯による凶行として被疑者を絞り込んだか、見つけ出せずにいた。
2ヵ月後に、現場のすぐ近くに住む男K（当時23歳）が逮捕された。東京に住む彼の妹が被害者の腕時計を所持していたことから、犯行が明るみに出た。彼の自供によれば、単独犯行であり、自身が事件前日に婚約していたことと、母親が白内障に罹患し失明しており、治療代など資金欲しさに強盗殺人に及んだというものであった。

## 脱獄
事実に対して争いがないため、裁判は迅速に進められ、一審は1953年11月25日に、二審は1954年9月29日にそれぞれ死刑を言い渡していた。最高裁に上告していたが、死刑が確定して死刑囚になるのも時間の問題であった。
しかし、兄から「お前のおかげで母親がいじめられて、たいへん苦しんでいる」という手紙を受け取り、母親思いのKは脱獄を決意した。背表紙に金切り鋸を隠した本を差し入れてもらい、鉄格子を切断。1955年5月11日の夜に「まことに申しわけありませんが、しばらくのあいだ命をお助けください」という書き置きを残して東京拘置所を脱獄した。Kは東北本線を無賃乗車で実家に向かっていた。
警察はKを捜したが、目的地は明らかであった。脱獄から11日目に実家近くで張り込んでいた警察官によって、力尽きかけていたKは確保された。この時警察官に「頼む、ひと目でいいからおふくろに会わせてくれ」と懇願し、その望みだけは大勢の警察官と新聞記者が見守る中で叶えられた。2人は家の中で一分弱の涙の再会を果たした。これが今生の別れとなった。
この脱獄事件によって拘置所長が罷免されるなど関係者が処分された。また拘置所の鉄格子は金鋸で容易に切断できる鋳鉄から鋼鉄に交換された。

## 死刑執行
この後、最高裁での審理は異例の早さで進められ、拘置所に戻った直後の1955年6月28日に最高裁は上告を棄却し死刑が確定した。当時の東京拘置所には死刑台がなかったため、11月21日に死刑台のある宮城刑務所へ護送され、その翌日に死刑が執行された。
大塚公子によれば、「再度の脱獄を心配して殺し急いだ印象を受けるのも無理ないことだ」という。
なお、Kの親族はKの脱獄を諦めなかったようで、死刑が確定した直後の7月末にKの実妹（当時19歳）が金鋸と安全剃刀を忍ばせた石鹸を差し入れようとして逮捕され、その後実家の家宅捜索によってもう一人の実妹（当時24歳）も逮捕されている。